# دوکه‌ده
دوکه‌ده (به لاتین: Deqadi) یک منطقهٔ مسکونی در جمهوری آذربایجان است که در شهرستان آستارا واقع شده‌است. دوکه‌ده ۷۲۲ نفر جمعیت دارد.

## ریشه واژه
کَه در زبان تالشی به معنای خانه است و دوکه‌ده یعنی ده (روستای) دارای دو خانه.